# Popillia schiltzi
Popillia schiltzi är en skalbaggsart som beskrevs av Limbourg 2008. Popillia schiltzi ingår i släktet Popillia och familjen Rutelidae. Inga underarter finns listade i Catalogue of Life.